# Alina Wojtas
Alina Wojtas (ur. 21 marca 1987 w Nowym Sączu) – polska piłkarka ręczna, występująca na pozycji prawej lub lewej rozgrywającej, reprezentantka kraju, uczestniczka mistrzostw świata oraz mistrzostw Europy. Mistrzyni Polski i Norwegii. Od sezonu 2014/2015 zawodniczka norweskiego Larvik HK. W 2017 roku zawodniczka związała się z Zagłębiem Lubin. W lutym 2018 zakończyła karierę.

## Kariera sportowa

### Klubowa
Treningi piłki ręcznej rozpoczęła w UKS Olimpia Nowy Sącz. Po ukończeniu szkoły średniej przyjechała do Gdańska. Seniorską karierę rozpoczynała pod wodzą Jerzego Cieplińskiego w AZS-AWFiS Gdańsk, w barwach którego zadebiutowała w polskiej ekstraklasie oraz europejskich pucharach, a także odniosła pierwsze sukcesy (wicemistrzostwo Polski w sezonie 2007/2008). W trakcie sezonu 2008/2009 podpisała kontrakt z MKS Lublin, jednak pierwsze miesiące poświęciła na operację i rehabilitację kontuzjowanego kolana. Faktycznie, grę w tym klubie rozpoczęła więc od sezonu następnego. Z lubliniankami wywalczyła 4 tytuły mistrzyni Polski oraz zadebiutowała w Lidze Mistrzyń. Od sezonu 2014/2015 występuje w Larvik HK. 4 kwietnia 2015, w trakcie pierwszego meczu ćwierćfinałowego Ligi Mistrzyń z Thüringer HC, doznała poważnego urazu lewego kolana, a kontuzja ta wyeliminowała ją z gry do końca roku. Zawodniczka w 2017 roku postanowiła wrócić do kraju, od sezonu 2017/2018 reprezentować będzie barwy Zagłębia Lubin. W lutym 2018 zakończyła karierę ze względów osobistych.

### Reprezentacyjna
W seniorskiej reprezentacji Polski zadebiutowała 23 maja 2008 w towarzyskim spotkaniu z Kazachstanem. W grudniu 2013, będąc najlepszą strzelczynią biało-czerwonych podczas Mistrzostw Świata w Serbii (39 goli, przy skuteczności 51%), poprowadziła drużynę narodową do 4 miejsca w turnieju. Rok później zajęła 11. miejsce w Mistrzostwach Europy 2014. Kontuzja kolana wyeliminowała ją z gry w eliminacjach oraz finałach Mistrzostw Świata 2015 oraz pierwszych meczach eliminacji Mistrzostw Europy 2016.

## Sukcesy
- mistrzostwo Polski  (2009, 2010, 2013, 2014)
- wicemistrzostwo Polski  (2008, 2011)
- brązowy medal mistrzostw Polski  (2012)
- Puchar Polski  (2010, 2012)
- mistrzostwo Polski juniorek  (2006)
- mistrzostwo Norwegii  (2015, 2017)
- Puchar Norwegii  (2015, 2017)
- Liga Mistrzyń  (2015)

## Życie prywatne
Jej mężem jest piłkarz Jakub Świerczok.